# Saint-Charles-de-Bellechasse
Saint-Charles-de-Bellechasse es un municipio canadiense situado en la provincia de Quebec.

## Superficie
Saint-Charles-de-Bellechasse tiene una superficie de 93,3 km².

## Demografía
En 2021, tenía 2583 habitantes, una densidad poblacional de 27,7 hab./km², y 1121 viviendas.